# El macho
El macho è un film del 1977 diretto da Marcello Andrei.
Pellicola di produzione italiana di genere western.

## Trama
Kid El Macho, avventuriero abile con le carte ed il revolver, viene incaricato da uno sceriffo di recuperare una grossa somma di denaro trafugato in seguito ad un attacco alla diligenza dalla gang dell'Hidalgo.
Sostituitosi ad El Buitre, un fuorilegge del quale è sosia, Kid riesce nella sua impresa smascherando l'insospettabile banchiere responsabile della rapina e dividerà la ricompensa con la bella Kelly.